# 名寄盆地
名寄盆地（なよろぼんち）は北海道北部、上川総合振興局北部（天塩国南東部）にある盆地である。

## 特徴など
天塩川およびその支流の剣淵川などの流域に広がる細長い盆地である。北海道内陸部における稲作の最北限地で、冷害を受けることも多い。
東西を北見山地と天塩山地に囲まれ、南端は北緯44度付近に位置する塩狩峠で上川盆地と隔てられるが、北西の天塩平野へは天塩川沿いに高地を通らず行ける。JR宗谷本線が南北を縦断している。2000年には道央自動車道が塩狩峠を越え、現在は士別剣淵ICまで延長されている。

## 主な市町村
名寄市・士別市・和寒町・剣淵町・下川町・美深町・音威子府村